# Le Cosmopolite
Le Cosmopolite est un auteur de traités alchimiques : Alexandre Seton ou Michel Sendivogius. Il s’agit probablement de l’Écossais Alexandre Seton (Alexander Sethon), mort en 1603, puis de Michel Sendivogius (Michał Sędziwój) (1566-1636), son disciple, qui aurait usurpé son pseudonyme (« Le Cosmopolite »).

## Alexandre Seton
Les secrets de la transmutation lui auraient été révélés par Jacob Haussen, un homme qu'il avait sauvé, chez lui, près d'Édimbourg, d'un naufrage. On l'appelle « Le Cosmopolite » car il se déplace de ville en ville (Amsterdam en 1602, Rotterdam, Strasbourg, Francfort-sur-le-Main, Bâle, Cologne, Hambourg, Munich, Krosnen, Varsovie, Cracovie), en voulant, semble-t-il, convaincre de l'efficacité de la poudre de transmutation sur le plomb ou le verre d'antimoine (oxyde d'antimoine), le zinc, le fer. Il se marie. À Krosnen (Crossen), en 1603, l'Électeur de Saxe, Christian II de Saxe, le fait emprisonner et torturer pour obtenir la poudre.  Il s'évade grâce à Sendivogius et se réfugie en Pologne, à Cracovie. Il donne à Sendivogius le reste de sa poudre de projection. Il meurt fin décembre 1603 ou le jour de l'an 1604.
Il a écrit un Traité du Mercure (ou Douze traités [duodecim Tractatus] ou Traité de la nature en général) (1604), publié par Sendivogius sous le pseudonyme latin de Divi leschi genus amo (« J'aime le peuple divin de Pologne »), anagramme de « Michael Sendivogius ». Le livre intitulé Le Cosmopolite ou Nouvelle Lumière Chymique pour servir d'éclaircissement aux trois Principes de la nature (Novi luminis chemici tractatus)  a trois parties : 1) le Traité du Mercure, dû à Alexandre Seton, 2) le Traité du Soufre, dû à Michel Sendivogius, enfin 3) Le traité du Sel des Philosophes , dû à Clovis Hesteau de Nuysement. Lenglet du Fresnoy, dès 1742, a montré que le véritable auteur de la Nouvelle Lumière chymique est en fait Seton.
Pour Louis Figuier (1854), Alexandre Seton est un imposteur. 

## La légende Alexandre Seton / Michael Sendigovius
Une légende veut que l'alchimiste Michael Sendivogius (mort en 1636) « ait aidé le mystérieux adepte Alexandre Seton à s'évader de la tour où un prince allemand le retenait prisonnier. Seton s'étant blessé et étant mort peu après, Michel Sendivogius aurait épousé sa veuve, héritant en même temps de sa provision de « teinture » (la pierre philosophale) et de ses manuscrits. Ainsi les ouvrages de Sendivogius, publiés sous le pseudonyme du Cosmopolite, ne seraient autres que ceux de Seton lui-même. En réalité, la trajectoire de Sendivogius n'a jamais rencontré celle de Seton. Ceux qui, vingt ans après sa mort, écrivirent cette version romancée de son existence confondirent la prétendue veuve de Seton (si tant est que Seton ait jamais été marié) avec la veuve d'un autre célèbre alchimiste, l'Anglais Edward Kelley (1555-1597). »

## Jean Joachim Destingel d'Ingrofont
L'ouvrage intitulé Les œuvres du Cosmopolite, éditions Laurent d'Houry, 1691, 333 p. + 238 p., dans sa seconde partie, contient les "Statuts et règles de la société cabalistique des Philosophes Inconnus", puis les 53 "lettres de Michel Sendivogius", en fait de J.J.D.I., c'est-à-dire Jean Joachim Destingel d'Ingrofont (Jean-Joachim d'Estinguel d'Ingrofont), communément appelé Cosmopolite, sur la théorie et la pratique de la pierre philosophale.

## Dans les arts
Huysmans fait référence à Alexandre Sethon dans son roman Là-Bas.

### Ouvrages
- Cosmopolite ou Nouvelle lumière chymique, pour servir d'éclaircissement aux trois Principes de la Nature exactement décrits dans les trois traités suivants : Le traité du Mercure, Le traité du Soufre, Le traité du vray sel des Philosophes, dernière édition revue et augmentée des Lettres philosophiques du même auteur (Novum Lumen Chymicum, ex Naturae, Cologne, 1610), Paris, 1691, 7 ff. + 333 p. et 238 p. Editions maçonniques, 2006, 319 p. 
  - traité 1 : Alexandre Sethon, Traité du mercure (Dialogus Mercurij, Alchymistae, & naturae perquam utilis, ou Douze traités, 1604)   , Gutemberg, 2006.
  - traité 2 : Michel Sendivogius, Traité du Soufre (Tractatus de sulphure, 1616)  , Gutemberg, 2006.
  - traité 3 : Michel Sendivogius, Traité du vrai Sel des Philosophes . Parfois attribué à Clovis Hesteau de Nuysement
  - appendice 1 : Idée d'une Société de Philosophes. Statuts et règles d'une confrérie d'alchimistes.
  - appendice 2 : Jean Joachim Destingel d'Ingrofont (Jean Joachim d'Estinguel d'Ingrofont), 53 Lettres sur la théorie et la pratique de la pierre philosophale.

### Études
- Louis Figuier, L’Alchimie et les Alchimistes. Essai historique et critique sur la philosophie hermétique, 3e éd., Paris, 1880 (1re éd. 1854) [lire en ligne], p. 113-129
- John Small, Sketches of later scottish alchemists : John Napier of Merchiston, Robert Napier, Sir David Lindsay, first Earl of Balcarres, Patrick Ruthven, Alexander Seton and Patrick Scot, in Proceedings of the Society of Antiquaries of Scotland, vol. 12, 14 février 1876, p. 410-432 [lire en ligne]
- Jacques Sadoul, Le trésor des alchimistes, J'ai lu, 1970.
- E. J. Holmyard, L'alchimie (1957), trad., Arthaud, 1979, p. 239-252 : "Alexandre Seton et Michel Sendivogius".
- W. Hubicki, Michael Sendivogius's Theory, its Origin and Significance in the History of Chemistry, in Proceedings of the Tenth International Congress of the History of Sciences, Paris, 1964.